# ولید صالح
ولید صالح (انگلیسی: Waleed Saleh؛ زادهٔ ۷ فوریهٔ ۱۹۹۲) یک ورزشکار است.